# Kathoek (Noord-Holland)
Kathoek is een buurtschap in de gemeente Koggenland, in de Nederlandse provincie Noord-Holland.
De buurtschap valt formeel onder de dorpen Avenhorn en Grosthuizen. Met Kathoek wordt de hoek bedoeld die Avenhorn en Grosthuizen met elkaar verbond. Tegenwoordig wordt de buurtschap doorkruist door de provincialeweg N243. Eén huis staat vlak naast deze weg. Het wordt omsloten door een fietspad, de wegaansluiting op de provincialeweg en de provincialeweg zelf. In Grosthuizen zijn er slechts nog een paar huizen over. In Avenhorn is de Kathoek uiteindelijk uitgebreid met een winkelstraatje die aan de kleine haven is gelegen.
De plaats werd in 1745 genoemd als Cathoeck vanaf 1866 kent men de huidige spelling, Kathoek. Over de precieze betekenis van de plaatsnaam is niet bekend en er zijn diverse meningen hierover, maar mogelijk verwijst de naam dat het van oorsprong in hoek bij het water dat wat afgelegen lag van het andere land.
Kathoek viel tot 1 januari 1979 onder de gemeente Avenhorn. Van 1979 tot 2007 behoorde het tot de gemeente Wester-Koggenland, waarin de gemeente Avenhorn was opgegaan.
Dorpen: Avenhorn · Berkhout · Bobeldijk · De Goorn (gemeentehuis) · Grosthuizen · Hensbroek · Obdam · Oudendijk · Rustenburg · Scharwoude · Spierdijk · Ursem · Wogmeer · Zuidermeer

Buurtschappen: Berkmeer · Baarsdorpermeer · De Hulk (deels) · Kathoek · Noord-Spierdijk · Noorddijk · Noordermeer · Obdammerdijk · Oosteinde

Gehuchten: Oostmijzen · Zuid-Spierdijk
Noord-Holland: Steden en dorpen in Noord-Holland      Nederland: Provincies · Gemeenten